# 福本博文 (ノンフィクション作家)
福本 博文（ふくもと ひろふみ、1955年10月22日- ）は、日本のノンフィクション作家。

## 来歴・人物
東京都生まれ。東洋大学法学部法律学科卒業。「流行通信」・「スタジオボイス」編集者を経て著述に専念。現代人の心の闇を探求するノンフィクション作品が多い。

## 著書
- 『心をあやつる男たち』文芸春秋 1993年9月。ISBN 4163479600　のち文庫(ST 感受性訓練の闇を描く）
- 『そして、催眠セミナーへ』 (イースト文庫)イースト・プレス 1993年9月。ISBN 4900568848
- 『洗脳の部屋 あなたが「別人」に変わるとき』イースト・プレス 1995年7月。ISBN 4872570561
- 『黄金の犬たち』文藝春秋 1999年4月。ISBN 4163550607　東京畜犬事件
- 『追跡者』新潮社 2000年10月。ISBN 4104406015
- 『ワンダーゾーン』文藝春秋 2001年11月。ISBN 4163578900
- 『リビング・ウィルと尊厳死』集英社新書 2002年2月。ISBN 4087201317
- 『翼の影を追え』講談社 2003年10月。ISBN 4062120852 （小説）